# 耶奥里·塔尔贝里
耶奥里·塔尔贝里（瑞典語：Georg Tallberg，1961年4月6日—），生于赫尔辛基，芬兰男子帆船运动员。他曾代表芬兰参加1980年夏季奥林匹克运动会帆船比赛，获得一枚铜牌。